# 三枝守昌
三枝 守昌（さいぐさ もりまさ）は、江戸時代前期の旗本、大名。三枝昌吉の子。三枝昌貞の甥。

## 生涯
甲斐国巨摩郡に生まれる。徳川秀忠の小姓となり、慶長5年（1600年）関ヶ原の戦いの折には、父と共に会津征伐へ従軍。上方への転進後もそのまま秀忠軍として上田城攻めに従い、のちに500石を賜る。
その後、大坂の陣の戦功により3,500石を加増される。元和8年（1622年）、父とともに徳川忠長附きとなるが、父が死去すると、その遺領と合わせて田中城1万石を領し、後に5,000石を加増される。しかし陪臣であったため、この時点では大名とは扱われなかった。
寛永9年（1632年）、忠長の改易に伴い、陸奥棚倉藩主内藤信照に預けられた。寛永13年（1636年）に赦されて幕臣となると、寛永15年2月8日（1638年3月23日）には、安房国安房郡、平群郡、朝夷郡の3郡にまたがって1万石を与えられた。ここに大名として諸侯に列し、安房三枝藩を立藩した。
しかし翌寛永16年（1639年）に55歳で没した。

## 死後
家督を継いだ嫡男の守全は遺領1万石のうち、3,000石を次弟の諏訪頼増に分与したため、7,000石を領する旗本となった。子孫は守全・頼増の兄弟両系統ともに、旗本として存続している。